# Tianlong-2
Tianlong-2 (en chinois : 天龙二号) est un lanceur léger réutilisable développé par la société chinoise Space Pioneer permettant de placer 2 tonnes en orbite basse. Le premier vol d'une version non réutilisable a eu lieu le 2 avril 2023. Dans sa configuration cible, le lanceur, développé en un temps record (deux ans et demi), utilise des moteurs-fusées à ergols liquides développés spécifiquement pour le lanceur.

## Historique
Space Pioneer, également connue sous le nom de Tianbing Aerospace, est une société chinoise fondée en 2015. Elle est basée à Pékin et Xi'an (bureau de recherche et développement) avec un centre d'essais à Zhengzhou et une usine à Suzhou. La société a été créée avec l'objectif de développer des lanceurs réutilisables. Pour les propulser elle a développé en interne les moteur kerolox Tianhuo-11 et Tianhuo-12 dont les premiers tests sur banc d'essais ont débuté en 2019. En aout 2021 Space Pioneer a commencé à tester le processus de décollage et atterrissage à la verticale d'un étage de fusée, qui sera utilisé par ses lanceurs, à l'aide d'un prototype baptisé Tiansuo. La société est dirigée par Kang Yonglai qui par le passé était directeur des recherches du conglomérat CALT et chef de projet du missile balistique DF-17 et du lanceur Longue Marche 11. La société a levé en 2021 et 2022 près de 300 millions € auprès d'investisseurs privés.
Le premier vol d'une version provisoire du lanceur Tianlong-2 a été effectué avec succès le 2 avril 2023. La version du lanceur utilisée n'est pas réutilisable et les sept moteurs-fusées Tianhuo-11 du premier étage sont remplacés par trois YF-102. Space Pioneer développe également des versions plus puissantes : la Tianlong 3 capable de placer 17 tonnes en orbite basse dont le premier étage sera propulsé par des moteurs-fusées TH-12 et la Tainlong 3 Heavy capable de placer 68 tonnes en orbite basse.

## Caractéristiques techniques
Tianlong-2 est un lanceur léger qui peut placer 2 tonnes sur une orbite basse et 1,5 tonne sur une orbite héliosynchrone. La fusée comporte deux étages principaux et un petit étage destiné à placer les satellites sur leur orbite finale (en anglais : kickstage). Elle est haute de 32,8 mètres et son diamètre est de 3,35 mètres. La coiffe a le même diamètre et est haute de 8 mètres. La masse au décollage est de 190 tonnes. Tous les étages sont propulsés par des moteurs-fusées à ergols liquides développés par le constructeur de la fusée. La poussée au décollage est d'environ 1 863 kilonewton. Les caractéristiques des étages sont les suivants :
- Dans sa version finale il est prévu que le premier étage est propulsé par sept moteurs-fusées Tianhuo-11 (TH-11) capables de développer une poussée de 257 kilonewtons au sol et de 300 kilonewtons dans le vide. Ce moteur-fusée à ergols liquides qui brule un mélange de kérosène et d'oxygène liquide se démarque des autres moteurs-fusées développés en Chine par ses performances. Il est réalisé à plus de 80 % par impression 3D notamment certains éléments des pièces les plus délicates (chambre de combustion et turbopompe). D'autre part il utilise un système d'alimentation de type cycle à combustion étagée qui permet d'atteindre un rapport poussée/poids et une impulsion spécifique élevées. Enfin ce moteur est conçu pour être rallumable (plus de 3 fois) et réutilisable (plus de 50 fois)[1].
- Le deuxième étage est propulsé par un moteur-fusée TH-11 dans une version optimisée pour le fonctionnement dans le vide et ayant une poussée de 2 × 304 kN.
- Un troisième étage (kick stage) est utilisé pour positionner les satellites sur leur orbite héliosynchrone. Il est propulsé par un moteur-fusée hypergolique unique TH-31 d'une poussée de 3 kilonewtons.

## Installations au sol
Le lanceur Tianlong-2 est transporté sur un engin à roues puis placé sur un dispositif érecteur qui le place à la verticale et permet le remplissage des réservoirs.

## Vol inaugural d'une version du lanceur équipée de YF-102
Une version du lanceur Tianlong-2, aux caractéristiques différentes de celles prévues, a effectué un premier vol réussi le 2 avril 2023 en plaçant en orbite un nano-satellite d'observation de la Terre, de type CubeSat de 8 kilogrammes sur une orbite héliosynchrone à une altitude de 480 kilomètres avec une inclinaison orbitale de 97,4 degrés. Une répétition du lancement avait eu lieu entre le 3 et le 15 janvier 2023 sur un terrain situé près de Tianjin. Tianlong-2 a atteint l'orbite basse et déployé avec succès un démonstrateur technologique. Space Pioneer devient la première entreprise privée chinoise à placer une fusée à propergol liquide en orbite lors de son premier essai.

### Caractéristiques techniques de la version lancée en avril 2023
La propulsion de la fusée, qui a décollé de la base de lancement de Jiuquan, est assurée par trois moteurs-fusées à ergols liquides YF-102 (au lieu de sept TH-11) développant une poussée modulable comprise entre 630 et 835 kiloNewtons (entre 60 et 80 tonnes). Ce moteur, surnommé le Merlin chinois (allusion au moteur propulsant les fusées Falcon de SpaceX) brule un mélange de kérosène et d'oxygène liquide et utilise un cycle d'alimentation ouvert. Comme le Merlin il se caractérise par un rapport poussée sur poids performant (>130) et par ailleurs certaines de ses pièces sont réalisées en impression 3D. Il s'agit d'un moteur-fusée nouveau qui n'a jamais volé. Il a été développé par la Sixième académie du conglomérat d'état CASC constructeur des lanceurs Longue Marche. Le YF-102 est basé sur le moteur-fusée à ergols hypergoliques YF-20.